# Ревивим (квартал Тель-Авива)
Шхуна́т Ревиви́м (ивр. שכונת רביבים‎ — Квартал Ревивим), Квартал Ревиви́м, Район Ревиви́м — жилой квартал в северо-восточной части Тель-Авива, расположенный к северу от реки Яркон. Имеет статус городского района.

## Границы района
Район ограничивается: на западе — улицей Пинхас Розен, на севере — улицей Двора ха-Невиа, на востоке — улицей Мишмар ха-Ярден, на юге — улицей Петахия ми-Регенсбург.
На западе Шхунат Ревивим граничит с районом Неот-Афека, на севере — с кварталом Рамот-Цахала, на востоке — с кварталом Рамат-ха-Хаяль, на юге — с кварталом Шикун Дан.

## Улицы
Список внутренних улиц квартала Ревивим:
- Амирим, Моше Арам, Ацаг, Бартонов, Вольман, Ривка Губер, Арье Дисенчик, Дов Карми, Кисуфим, Ревивим, Зеэв Рехтер, Ицхак Табенкин, Тирош, Хаим Хазаз, Яаков Хазан, Хаим Цадок, Чемрински, Арье Шарон; конец улицы Ашкенази.

## История
Пять первых домов были построены в 1956 году на улице Ревивим, давшей название кварталу. Около 20 лет эти дома были значительно удалены от окрестных районов.
В конце 1970-х начались работы по благоустройству квартала и строительство новых домов.
В 1990-е годы началось строительство новых домов на территории, где прежде располагался один из заводов израильской военной государственной корпорации Israel Military Industries. Впоследствии в этом районе в почве и в подземных водах были обнаружены опасные вещества и газы, что напрямую связано с деятельностью завода

## Застройка
Квартал застроен как частными особняками и коттеджами, так и многоэтажными многоквартирными домами.

## Социально-бытовая инфраструктура
В районе находится торгово-офисный центр «Топ-Дан», в котором среди прочего расположены отделение банка, супермаркет, аптека и заведения общественного питания.

## Общественный транспорт
До района Ревивим можно добраться из Рамат-Гана и центра Тель-Авива автобусами маршрутов 40 и 42 компании «Дан», следующими из Бат-Яма, а также автобусами маршрутов 524, 525 и 531 компании «Егед», отправляющимися с Центрального автовокзала. Последние три маршрута также позволяют добраться из квартала Ревивим и окрестных районов до городов Рамат-ха-Шарон и Герцлия, расположенных чуть севернее. Из Холона через центр Тель-Авива в Шхунат Ревивим можно добраться автобусами маршрутов 89 и 289 компании «Дан». Все автобусные остановки вышеперечисленных маршрутов находятся на улицах, окружающих Шхунат Ревивим, в то время, как по внутренним улицам квартала не проходит ни один маршрут.